# Respiratorna acidoza
Respiratorna acidoza je patološki proces, koji nastaje nakon smanjenja alveolarne ventilacije u odnosu na metaboličku produkciju (ugljen-dioksid). Kod ove vrste poremećaja acidobaznog statusa postoji porast koncentracije –jona i smanjenje pH vrednosti izazvano povećanjem  i  (pH < 7,38, a  > 45 mmHg), ili zbog razvoja pozitivnog bilansa ugljen-dioksida, dolazi do hiperkapnije, PH arterijske krvi se smanjuje, povećana je koncentracija jona vodonika a plazmotski bikarbonati se različito povećavaju.
Ugljena kiselina (H2CO3) ili „respiratorna kiselina” je termin koji se obično koristi da označi ugljen-dioksid. Ali sam CO2 nije kiselina u Bronsted-Lovri sistemu jer ne sadrži vodonik, tako da ne može biti donor protona. Međutim CO2 se umesto toga smatra prekursorom koji može da stvori ekvivalentne količine ugljene kiseline. Ugljen-dioksid je krajnji proizvod potpune oksidacije ugljenih hidrata i masnih kiselina, i zove se i isparljiva kiselina jer u ovom kontekstu može da se izlučuje preko pluća. Nužno, s obzirom na količine stvoremog gasa u procesu disanja, u organizmu, mora postojati efikasan sistem za brzo eliminaciju CO2, jer su svakodnevno proizvedena količina CO2 ogromna u odnosu na količinu proizvodnje fiksnih kiselina, jer bazalna proizvodnja CO2 na dnevnom nivou obično iznosi 12.000 do 13.000 mmola / dnevno.
Dnevna proizvodnja CO2 može se izračunati iz dnevne metaboličke proizvodnje vode. Kompletna oksidacija glukoze proizvodi jednake količine CO2 i H20. Takođe kompletna oksidacija masti proizvodi približno jednake količine CO2 i H2O takođe. Ova dva procesa su sve u proizvodnji CO2 u telu. Standardno količina, ovako stvorene metaboličke voda je oko 400 mls dnevno, što je 22,2 mola (npr 400/18) vode, dok tpična produkcija CO2 mora biti oko 22,200 mmol.

## Vrste
Respiratorna acidoza prema toku i trajanju može biti akutna ili hronična.

### Akutna respiratorna acidoza
Kod akutne respiratorne acidoze, PaCO2 je povišen iznad gornje granice referentnog opsega (preko 6,3 kPa ili 45 mm Hg) uz prateću acidemiju ( pH <7,35).
Akutna respiratorna acidoza se javlja kada dođe do naglog prekida ventilacije. Ovaj neuspeh u ventilaciji može biti uzrokovan:
- depresijom centralnog respiratornog centra
- cerebralnom bolešću
- lekovima,
- nemogućnošću adekvatnog provetravanja zbog neuromuskularne bolesti (npr. mijastenija gravis, amiotrofična lateralna skleroza, Gilen-Barov sindrom, mišićna distrofija),
- opstrukcija disajnih puteva povezana sa pogoršanjem astme ili hronične opstruktivne bolesti pluća (HOBP).

### Hronična respiratorna acidoza
Kod „hronične respiratorne acidoze“, „Pa“CO2 je povišen iznad gornje granice referentnog opsega, sa normalnim pH krvi (7,35 do 7,45) ili blizu normalnog pH sekundarni zbog bubrežne kompenzacije i povišenog seruma bikarbonat (HCO3− >30 Ek/L).  
Hronična respiratorna acidoza može biti sekundarna za mnoge poremećaje, uključujući HOBP, kod koje hipoventilacija uključuje više mehanizama, kao što su:
- smanjena reakcija na hipoksiju i hiperkapniju,
- povećano neusklađenost ventilacije i perfuzije što dovodi do povećane ventilacije mrtvog prostora
- smanjena funkcija dijafragme  kao posledica umora,
- hiperinflacije.
- sindrom hipoventilacije gojaznosti (Pikvikijev sindrom),
- neuromišićnih poremećaja kao što je amiotrofična lateralna skleroza
- teških restriktivnih respiratornih defekata u intersticijalnim plućima bolestma i kod deformiteta grudnogi koša.

Bolesti pluća koje prvenstveno uzrokuju abnormalnost alveolarne razmene gasova obično ne izazivaju hipoventilaciju, ali imaju tendenciju da izazovu stimulaciju ventilacije i hipokapniju kao sekundarnu hipoksiju. Dok se  hiperkapnija javlja samo ako dođe do teške bolesti ili zamora respiratornih mišića.

## Tok poremećaji u respiratornoj acidozi
- plazme u akutnoj fazi nije promenjena, ali raste sa kompenzaciom;
- Pošto je  isparljiv gas, njegova koncentracija je pod kontrolom respiratornog sistema;
- Organizmu je stvarno nemoguće da stvori tako mnogo , da  bude povećan na nerespiratornoj osnovi;
- Pošto je  jedina velika komponenta puferskog sistema koja je pod respiratornom kontrolom, povećanje pCO2 teži da podigne koncentraciju –jona. Zato povećanje  ima za posledicu respiratornu acidozu.[1]

## Uzroci respiratorne acidoze
| Uzroci                                    | Poremećaji |
| ----------------------------------------- | --- |
| Opstruktivna respiratorna insuficijencija | - Opstruktivni emfizem - Teži hronični bronhitis - Teža hronična astma |
| Restriktivna respiratorna insuficijencija | Insuficijencija respiratornog centra - oboljenja mozga - lekovi - oksigena terapija - primarna alveolarna hipoventilacija Oslabljena funkcija disajne muskulature - neurološka oboljenja - mišićna oboljenja Oboljenja zida grudnog koša - kifoskolioza - ekstremna gojaznost |
| Hipovolemija u anesteziji                 | |
| Smanjena ventilacija pluća                | - Masivni pneumotoraks - Teži pneumonit ili edem |
| Vensko-arterijski šantovi                 | - Lokalizovani u slabo ventiliranim delovima pluća. |
| Atelektaze                                | |

## Dijagnoza
Dijagnoza se može postaviti laboratorijskim ispitivanjem (analiza gasa u arterijskoj krvi)), sa pH <7,35 i PaCO2 >45 mmHg u akutnom okruženju. Pacijenti sa HOBP i drugim hroničnim respiratornim oboljenjima ponekad će pokazivati veći nivo PaCO2 sa HCO3->30 i normalnim pH.

## Spoljašnje veze
- Nosek, Thomas M. „Section 7/7ch12/7ch12p43”. Essentials of Human Physiology. Архивирано из оригинала 2016-03-24. г.

|  | Molimo Vas, obratite pažnju na važno upozorenje u vezi sa temama iz oblasti medicine (zdravlja). |